# روكي بيتارس
روكي بيتارس (18 أغسطس 1979 في بلجيكا - ) هو لاعب كرة قدم بلجيكي في مركز الوسط. لعب مع بيرسخوت إيه سي وفيربرويديرينغ غيل وليرس ونادي سينت ترويدن وK.S.V. Roeselare ‏ وK.R.C. Zuid-West-Vlaanderen ‏ وتينين هاجلاند وإينوسيس نيون باراليمني ‏.

## وصلات خارجية
- روكي بيتارس على موقع قاعدة بيانات كرة القدم.إي يو (الإنجليزية)